# Phytase
 (février 2017).
Si vous disposez d'ouvrages ou d'articles de référence ou si vous connaissez des sites web de qualité traitant du thème abordé ici, merci de compléter l'article en donnant les références utiles à sa vérifiabilité et en les liant à la section « Notes et références ».
Une phytase est une enzyme qui dégrade l'acide phytique en inositol et phosphore minéral et qui s'active par l'acidité produite par la fermentation lente au levain naturel.

## Rôle sur la taille de l'homme néolithique
En raison de son effet chélatant (groupements phosphates anioniques qui séquestrent les cations), l'acide phytique peut contribuer, dans certains cas, à diminuer la biodisponibilité des minéraux et entraîner des déficits en calcium, fer, zinc… C'est notamment la cas lors de la « révolution néolithique » : sauf les ruminants (dotés d'un microbiote intestinal possédant un équipement enzymatique original, avec notamment ces phytases), les mammifères, hommes inclus, ne peuvent hydrolyser les complexes phytiques. Or, les premières céréales cultivées ont été des graines riches en ces composés servant de défense contre les herbivores. Ce facteur a probablement joué un rôle dans la diminution croissante de la taille des hommes du Néolithique, de plus de 10 cm, phénomène lié en partie à cause de changements génétiques lorsqu'ils se sont adaptés au réchauffement climatique, mais aussi à leur alimentation : graines des céréales cultivées riches en acide phytique déminéralisant, baisse de l'apport protidique animal (liée à la diminution de la chasse au gros gibier et la consommation d'animaux d'élevage plus gras), agressions nutritionnelles (disettes et famines, conséquences des aléas climatiques sur les monocultures et des divers conflits), plus grande exposition aux épidémies (favorisées par la sédentarisation et les carences protéiques).

## Rôle de la panification
Le blutage réalisé pour obtenir la farine blanche, élimine les fractions du grain riches en phytates, germe et aleurone, avec parallèlement élimination de la phytase du blé. Le développement de la panification au milieu du néolithique apporte les lactobacilles du levain dont la phytase agit sur les acides phytiques restant dans la pâte, la fermentation des céréales détruisant ces phytates.

## Exemple
- Phytase CBS 2923